# Miguel Riffo
Pour les articles homonymes, voir Riffo et Garay.
Miguel Riffo, de son vrai nom Miguel Augusto Riffo Garay, est un footballeur chilien né le 21 juin 1981 à Santiago (Chili).

## Biographie
Miguel Riffo reçoit neuf sélections en équipe du Chili lors de l'année 2007.
Il participe avec cette équipe à la Copa América 2007 organisée au Venezuela. Le Chili atteint les quarts de finale de cette compétition.
Il atteint la finale de la Copa Sudamericana en 2006 avec le club de Colo Colo, en étant battu par l'équipe mexicaine du CF Pachuca.

## Carrière
- 2001 - 2010 : Colo-Colo ( Chili)
- 2011 - 2012 : Santiago Morning ( Chili)

## Palmarès
| Année | Titre                                        | Club      | Pays  |
| 2006  | Vainqueur de la Primera División (ouverture) | Colo-Colo | Chili |
| 2006  | Vainqueur de la Primera División (clôture)   | Colo-Colo | Chili |
| 2007  | Vainqueur de la Primera División (ouverture) | Colo-Colo | Chili |
| 2007  | Vainqueur de la Primera División (clôture)   | Colo-Colo | Chili |
| 2008  | Vainqueur de la Primera División (clôture)   | Colo-Colo | Chili |
| 2009  | Vainqueur de la Primera División (clôture)   | Colo-Colo | Chili |